# L'Emprise du démon
Pour plus de détails, voir Fiche technique et Distribution.
L'Emprise du démon est un film d'horreur américain réalisé par Oliver Park et sorti en 2022.

## Synopsis
À la suite de la disparition d'une jeune fille juive, le fils d'un entrepreneur de pompes funèbres hassidique rentre chez lui avec sa femme enceinte dans l'espoir de se réconcilier avec son père. Ils sont loin de se douter que juste en dessous d'eux, dans la morgue familiale, un mal ancien se cache dans un mystérieux cadavre, un Abyzou, qui une fois libérée, veut posséder l’enfant à venir du couple. Face à ce démon, personne n’est à l’abri.

## Fiche technique
- Titre original : The Offering
- Réalisation : Oliver Park
- Scénario : Hank Hoffman et Jonathan Yunger
- Musique : Christopher Young
- Photographie : Lorenzo Senatore
- Montage : Michael J. Duthie et Simon Pearce
- Décors : Arta Tozzi
- Costumes : Anna Gelinova
- Production : Jeffrey Greenstein, Yariv Lerner, Les Weldon et Jonathan Yunger
  - Producteur délégué : Boaz Davidson, Avi Lerner, Tanner Mobley et Trevor Short
- Société de production : Millennium Media
- Société de distribution : Metropolitan Filmexport
- Pays de production :  États-Unis
- Langue originale : anglais
- Format : couleur — 2,35:1
- Genre : Horreur
- Durée : 93 minutes
- Dates de sortie :
  - États-Unis :
    - 23 septembre 2022 (Fantastic Festival)
    - 13 janvier 2023 (en salles)

  - France : 11 janvier 2023
  - Canada : 13 janvier 2023
- Classification :
  - États-Unis : R (interdit aux moins de 17 ans non accompagnées)
  - France : Interdit aux moins de 12 ans lors de sa sortie en salles et à la télévision.

## Distribution
- Nick Blood (VF : Thomas Roditi) : Art
- Emily Wiseman (VF : Laura Blanc) : Claire
- Paul Kaye (VF : Xavier Fagnon) : Heimish
- Allan Corduner (VF : Bernard Métraux) : Saul
- Jonathan Yunger : Levi Siegelman
- Velizar Binev : Moishe
- Nathan Cooper : un ouvrier
- Boyan Anev : Abyzou
- Daniel Ben Zenou (VF : Rémi Bichet) : Chayim